# Himalayaceder
De himalayaceder, deodarceder of deodar (botanische naam: Cedrus deodara) is een naaldboomsoort binnen het geslacht van de ceders (Cedrus). Het natuurlijke verspreidingsgebied ligt in de Himalaya en aangrenzende berggebieden in het zuiden van Azië. De himalayaceder is een groenblijvende, boomgrote conifeer met een afhangend profiel. De soort staat op de Rode Lijst van de IUCN geklasseerd als 'niet bedreigd'.

## Kenmerken
Deodarceders kunnen 40 tot 50 m hoog worden, bij uitzondering 60 m. De stam wordt tot 3 m dik. De kroon heeft de vorm van een conus met horizontale takken en afhangende zijtakken.
De naalden zijn 2,5 tot 5 cm lang, bij uitzondering tot 7 cm, en ongeveer 1 mm dik. Aan lange takken staan de naalden alleen, terwijl ze op dikke takken in groepen van 20 tot 30 vastzitten. De kleur van de naalden is heldergroen tot grauw blauwgroen.
De vrouwelijke kegels zijn tonvormig, 7 tot 13 cm lang en 5 tot 9 cm breed. Ze zijn na 12 maanden rijp, waarna ze uit elkaar vallen om de gevleugelde zaden los te laten. De mannelijke kegels zijn 4 tot 6 cm lang. Het pollen verspreidt zich in de herfst.

## Voorkomen

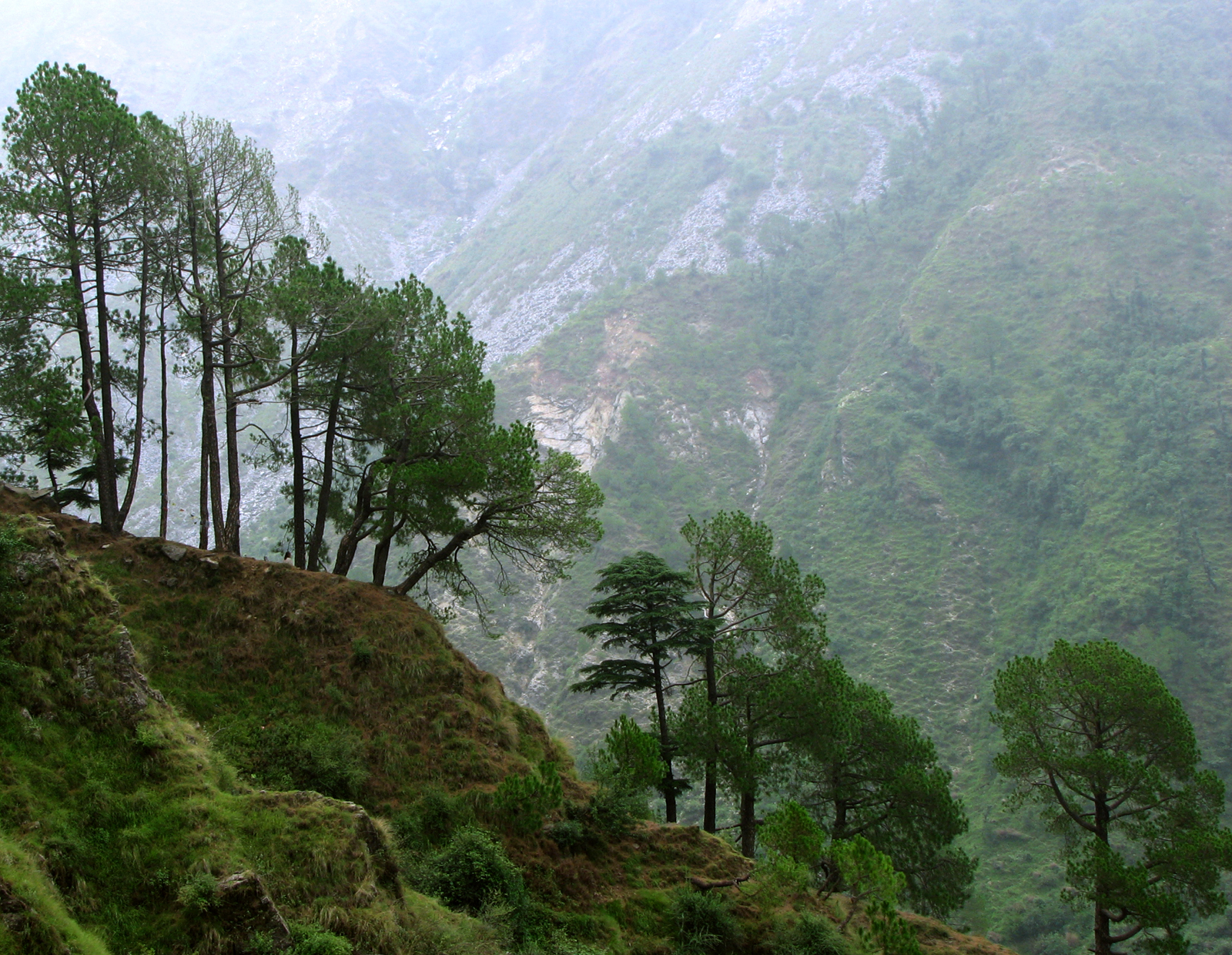
Himalayaceder (in het midden) en dennen van de soort Pinus roxburghii (de bomen daaromheen) op de hellingen van de Dhauladhar bij MacLeod Ganj, Himachal Pradesh, India.

Het natuurlijke verspreidingsgebied van de himalayaceder ligt in het westen van de Himalaya en aangrenzende delen van Tibet en de Hindoe Koesj. De boom komt normaal gesproken voor in de gematigde zone, die in deze gebieden ongeveer tussen de 1500 en 3200 m hoogte ligt.
Himalayaceder wordt als sierboom gebruikt in parken in Europa, China, Zuid-Afrika en Noord-Amerika.

## Culturele betekenis en gebruik
De naam deodar komt van het Sanskriet "devadāru", wat "boom van de goden" betekent. Hindoes beschouwen de boom dan ook als heilig. Deodarbossen worden in verschillende epische en Shaivistische teksten genoemd als de woonplaats van de god Shiva. Aanhangers van deze god beschouwen deze bossen als heilige grond en een goede plek om te mediteren.
Ook is de himalayaceder de nationale boom van de islamitische republiek Pakistan.
Het hout van de himalayaceder heeft een grote hardheid en fijne textuur. Omdat het makkelijk breekt is het niet geschikt voor fijn handwerk. Het wordt wel in constructies als bruggen of huizen gebruikt, en in India met name in de bouw van tempels.
Het binnenste hout is geurig en wordt gebruikt als ingrediënt in wierook. De uit het hout getrokken olie houdt insecten op afstand en wordt gebruikt om lastdieren in te smeren. De olie wordt ook gebruikt in de Ayurvedische geneeskunde, waarin ze gezien wordt als middel om de spijsvertering te stimuleren, hoest te verlichten en huidaandoeningen te genezen.